# Economia de Tailàndia
CATALÃO

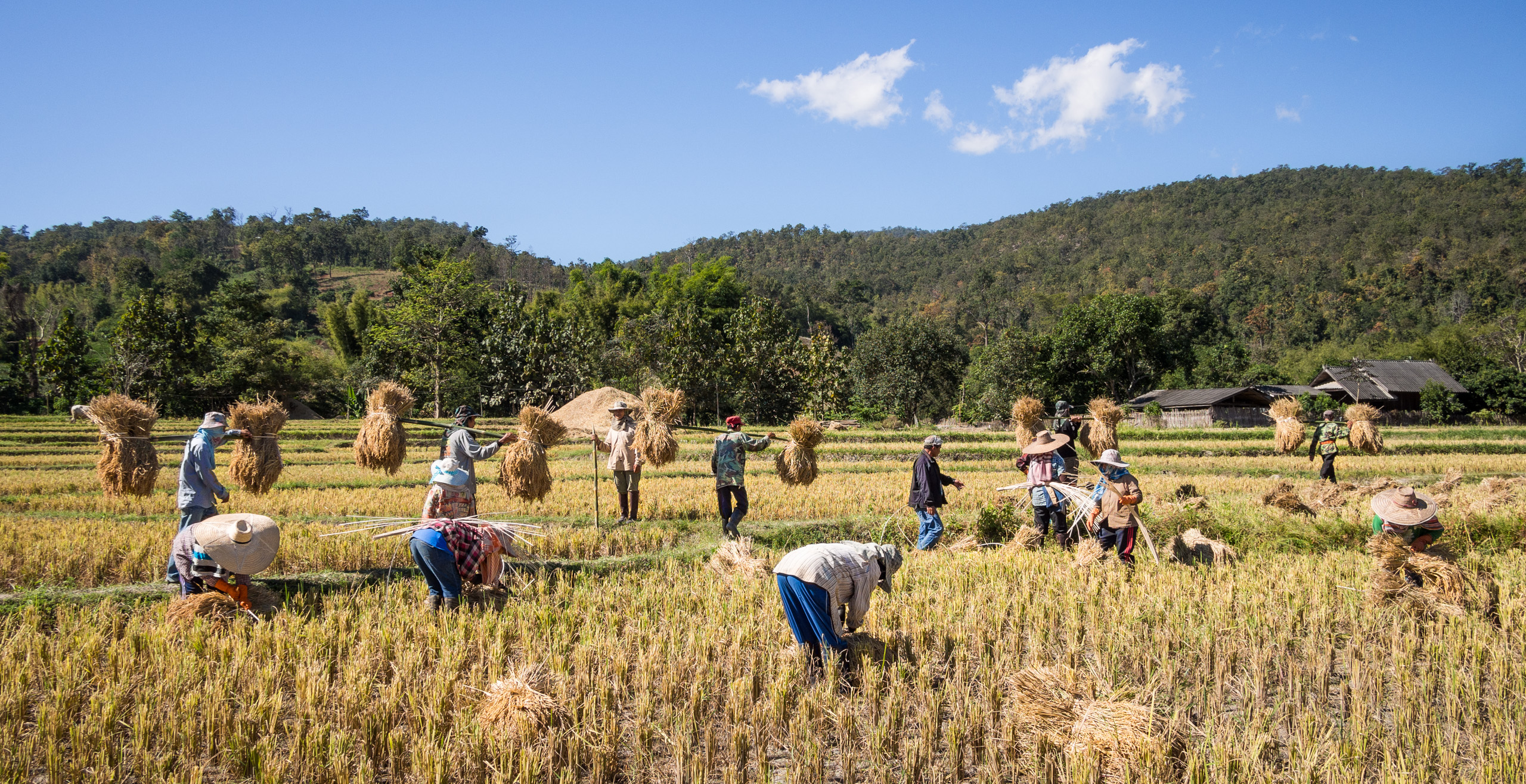
Tailàndia és el principal exportador mundial d'arròs.

Amb una bona infraestructura, una economia de mercat obert, polítiques favorables a inversions i fortes polítiques d'exportació, Tailàndia va aconseguir un creixement estable gràcies a les exportacions agrícoles i industrials - especialment electrònics, productes agrícoles, automòbils i peces automobilístiques, i aliments industrialitzats. L'índex d'atur, menor que 1% de la força de treball, és un dels menors del món, el que pressiona per a cim els salaris en algunes indústries. Tailàndia també atreu gairebé 2.5 milions de treballadors d'altres països. El govern tailandès el 2013 va implantar un salari mínim diari de 300 baht a nivell nacional (equivalent a 10 dòlars) va implantar noves reformes fiscals projectades per a reduir els impostos sobre la classe mitjana.
El país va tenir un sòlid creixement entre els anys 2000 i 2007, superior a 4% a l'any, aconseguint cotes del 6,9% i 6,1% en 2003 i 2004, després de recuperar-se de la crisi asiàtica del 1997-1998. Durant l'última etapa del Govern del primer ministre Thaksin, en 2006, el nivell d'inversions va descendir un 26%. La crisi financera global del 2008-2009 va afectar severament les exportacions del país, amb la majoria dels sectors sofrint reduccions significatives. El 2009 l'economia va contreure 2,2%. A la fi de 2011 la recuperació de l'economia Tailàndia va ser interrompuda per inundacions històriques en les àrees industrials en Bangkok i en cinc províncies veïnes, perjudicant el sector industrial. El govern va aprovar projectes iniciats en 2012 en el valor de 11.7 miliards de dòlars per a recuperar els perjudicis de les inundacions i prevenir danys econòmics semblants en el futur, i 75 miliards de dòlars addicionals per a millora de la infraestructura en els set pròxims anys. S'esperava que això estimulés l'economia, no obstant això el creixement va romandre lent, en part a causa de la inestabilitat política contínua i les incerteses resultants.
Les exportacions del país - principalment màquines i components electrònics, productes agrícoles i joies - continuen a impulsar l'economia, representant més de meitat del producte intern brut. L'economia vaig tenir un baix creixement l'any 2014, parcialment a causa de la inestabilitat política i a la retracció de la demanda mundial.